# Anguienne
Pour l’article ayant un titre homophone, voir l'Anguiennes dans le département voisin de la Haute-Vienne.
L'Anguienne est un ruisseau du sud-ouest de la France et un affluent gauche de la Charente. Elle arrose le département de la Charente, dans la région Nouvelle-Aquitaine.

## Géographie
Elle prend sa source à une vingtaine de kilomètres à l'est d'Angoulême et coule vers l'ouest-nord-ouest. Elle rejoint la Charente dont elle est un affluent rive gauche, à Angoulême.
Sa longueur est de 13,2 km.
Elle passe au pied du château de la Tranchade, au moulin du Got, au pied du logis d'Hurtebise, et au Lion de Saint-Marc dans la commune de Soyaux. L'imposant viaduc de la rocade d’Angoulême (D.1000) enjambe la vallée depuis 2005. La vallée encaissée, à parois calcaires de type crétacé couvertes de buis et de chênes, est protégée.
L'Anguienne est canalisée dans la commune d'Angoulême ; au Petit Fresquet et à Fontgrave, on peut la voir encore, mais elle disparaît au Pont de Vars (dès la petite rocade - voie de l'Europe), Saint-Martin et Sillac (pont de Véchillot). Elle réapparaît entre le moulin des Dames et son embouchure à l'île aux Vaches. Sa vallée sépare le plateau d'Angoulême de celui de Ma Campagne.

## Hydronymie
Les formes anciennes sont de Enguena vers 1150, in ripperia de Enguena et in riparia Enguene vers 1300.

## Affluent
L'Anguienne n'a pas d'affluent contributeur connu.

## Communes et cantons traversés
L'Anguienne prend sa source à Dirac, traverse - de l'amont vers l'aval - les communes de Garat et Soyaux pour confluer à Angoulême.
Soit en termes de cantons, l'Anguienne prend sa source dans le canton de Soyaux et conflue dans le canton d'Angoulême-Nord.

## Protection
Sa vallée, comme celle des Eaux-Claires, est classée Natura 2000.

### Galerie

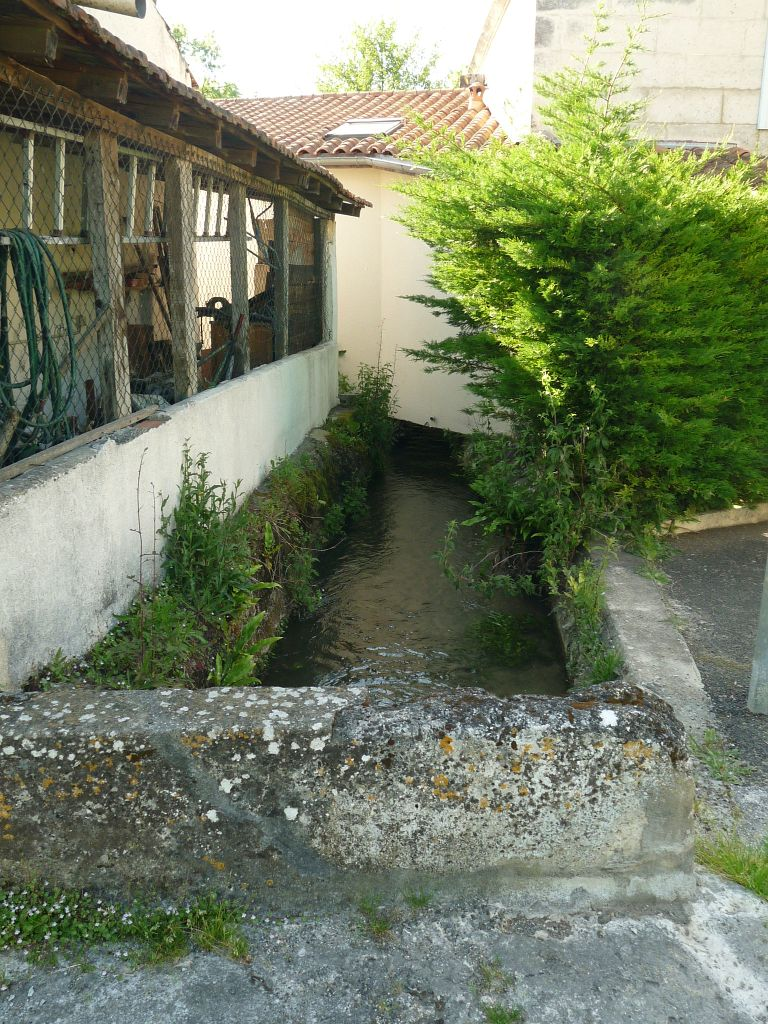
Au Lion de St-Marc (Soyaux).
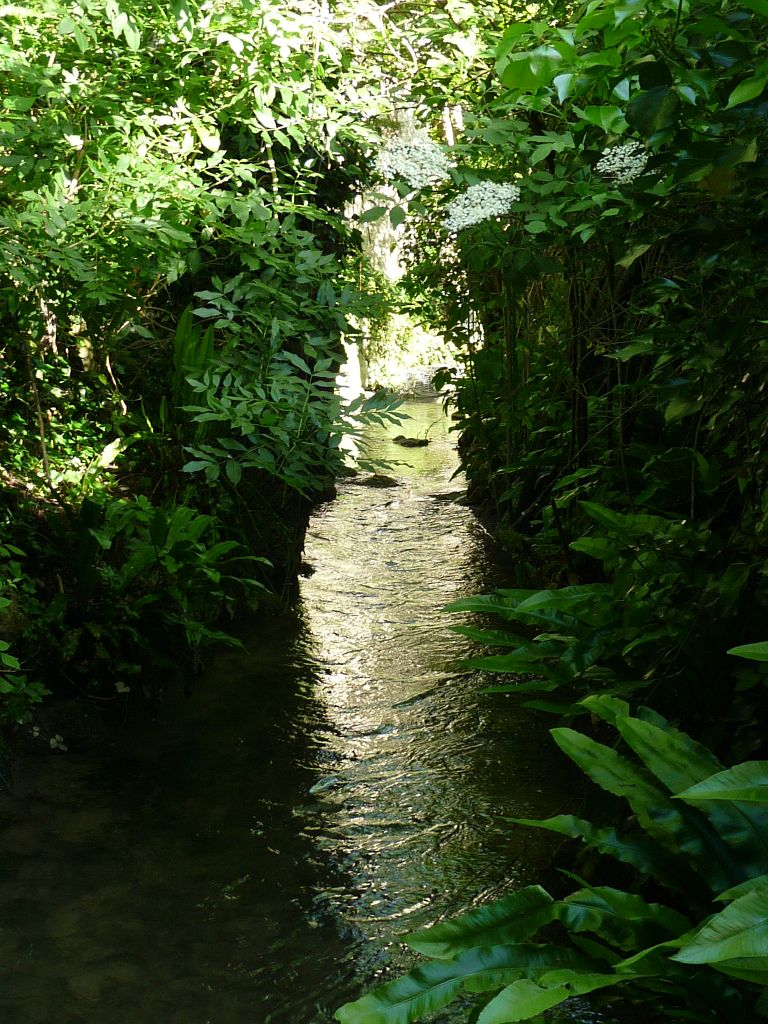
Au Lion de St-Marc (Soyaux).
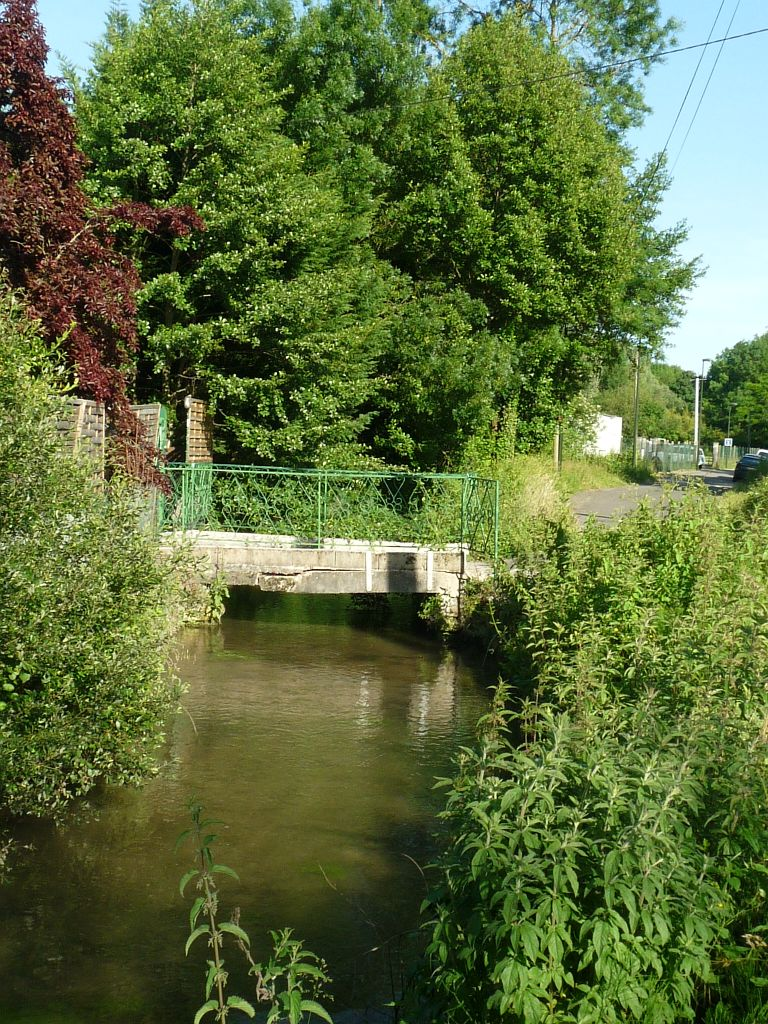
À Fontgrave (Angoulême).